# 皮拉米達山
皮拉米達山（La Piramida）是瑞士的山峰，位於該國東南部，由格勞賓登州負責管轄，屬於阿爾布拉山脈的一部分，海拔高度2,964米，每年平均降雨量1,729毫米。